# Dream Interpretation
Dream Interpretation je kompilační album velšského hudebníka Johna Calea, vydané v roce 2002 u vydavatelství Table of the Elements. Album nahrál a nahrávky masteroval hudebník Tony Conrad. Autorem poznámek k albu (tzv. liner notes) je hudební kritik David Fricke.

## Skladby
Úvodní dvacetiminutová skladba „Dream Interpretation“ byla nahrána 6. února 1969 a představuje duo Calea (viola) a Conrada (housle). Druhá „Ex-Cathedra“ byla nahrána Calem na varhany Vox Continental. Ve skladbě „[untitled] for piano“, jejíž datum ani místo nahrání není známo, hraje Cale na struny klavíru. Skladba byla nahrána pro balet, jehož realizaci si u Calea objednal Andy Warhol (balet nakonec nevznikl). Skladba „Midnight Rain of Green Wrens at the World's Tallest Building“ nahráná dne 8. února 1985 opět představuje duo Calea (viola) a Conrada (housle). Skladba „Hot Scoria“ byla nahrána dne 2. března 1965 a Calea (kytara) zde doprovází Angus MacLise (cimbál).

## Seznam skladeb
| Pořadí | Název                                                                                | Hudebníci              | Délka |
| ------ | ------------------------------------------------------------------------------------ | ---------------------- | ----- |
| 1.     | Dream Interpretation (nahráno 6. února 1969)                                         | John Cale, Tony Conrad | 20:35 |
| 2.     | Ex-Cathedra (nahráno na konci roku 1967 nebo počátku 1968)                           | Cale                   | 5:05  |
| 3.     | [Untitled] For Piano (nahráno na počátku šedesátých let)                             | Cale                   | 12:30 |
| 4.     | Carousel (nahráno na konci roku 1967 nebo počátku 1968)                              | Cale                   | 2:34  |
| 5.     | Midnight Rain of Green Wrens at the World's Tallest Building (nahráno 8. února 1968) | Cale, Conrad           | 3:21  |
| 6.     | Hot Scoria (nahráno 2. března 1964 nebo 1965)                                        | Cale, Angus MacLise    | 9:21  |

## Obsazení
- John Cale – viola, varhany, klavír, kytara, elektronické efekty
- Tony Conrad – housle
- Angus MacLise – cimbál